# كواور
50000 كواور أو 50000 قعوار هو جسم حزام كايبر كلاسيكي ثنائي عابرا لمدار نبتون وكوكب قزم مرشح يدور حول الشمس في حزام كايبر. وقد عثر عليه في 4 يونيو 2002 من قبل الفلكيين تشاد تروخيو ومايكل براون من معهد كاليفورنيا للتكنولوجيا من الصور المكتسبة في التلسكوب صامويل اوسشين في مرصد بالومار.
لكواوار قمر واحد معروف، ويوات (التسمية الكاملة (50000) كواوار I ويوات). وقد تم اكتشافه من قبل مايكل براون وأعلن عن هذا الإكتشاف في 22 فبراير 2007، استنادا إلى الصور التي التقطت في 14 فبراير 2006 .

## نظرة تاريخية

### الاكتشاف
اكتُشف كواور في 4 يونيو 2002 من قبل العالمين الأمريكيين تشاد تروخيو ومايكل براون في مرصد بالومار في سلسلة جبال بالومار في مقاطعة سان دييغو، كاليفورنيا. يشكل هذا الاكتشاف جزءًا من المسح السماوي الواسع لمعهد كاليفورنيا للتكنولوجيا، والذي صُمم للبحث عن أجرام حزام كايبر الأكثر سطوعًا باستخدام تلسكوب صموئيل أوشين الذي يبلغ قطره 1.22 متر في مرصد بالومار. اكتُشف كواور لأول مرة في صور التقطها تروخيو في 5 يونيو 2002، عندما لاحظ جرمًا خافتًا قدره الظاهري 18.6 يتحرك ببطء بين نجوم كوكبة الحواء. كان كواور لامعًا بالنسبة لجرم بعيد، ما أشار إلى أن حجمه قد يكون قريبًا من حجم كوكب بلوتو القزم.
لتحديد مدار كواور، بدأ براون وتروخيو البحث عن صور أرشيفية التقطت قبل الاكتشاف. وجدوا العديد من الصور من مشروع تعقب الأجرام القريبة من الأرض التي التُقطت باستخدام مراصد مختلفة في عام 1996 وبين عامي 2000 و2002. على وجه الخصوص، وجدوا أيضًا لوحين فوتوغرافيين التقطهما عالم الفلك تشارلز تي. كوال في مايو 1983، الذي كان في ذلك الوقت يبحث كوكب إكس الافتراضي في مرصد بالومار. باستخدام هذه الصور السابقة، تمكن براون وتروجيلو من تحديد مدار كواور وبُعده. تم التعرف لاحقًا على صور سابقة إضافية لكواور، أقدمها تلك الملتقطة من قِبل إدوارد رودس على لوحة فوتوغرافية في 25 مايو 1954 خلال مسح مرصد بالومار السماوي.
قبل الإعلان عن اكتشاف كواور، كان براون قد خطط لإجراء رصد إضافي باستخدام تلسكوب هابل الفضائي لقياس حجم كواور. كان قد خطط أيضًا للإعلان عن الاكتشاف في أقرب وقت ممكن وأدرك ضرورة الحفاظ على سرية معلومات الاكتشاف أثناء الرصد الإضافي. بدلًا من تقديم اقتراح رصد هابل في بحث خاضع لمراجعة الأقران، قدم براون اقتراحه مباشرة إلى أحد مشغلي تلسكوب هابل، الذي خصص وقتًا رصديًا لبراون على الفور. أثناء إعداد خوارزمية الرصد لتلسكوب هابل، خطط براون أيضًا لاستخدام أحد تلسكوبات كيك في ماونا كيا، هاواي، ضمن دراسة حول البراكين الباردة على أقمار أورانوس. أتاح له ذلك وقتًا إضافيًا لإجراء رصد إضافي واستفاد من عملية الرصد بأكملها في يوليو لتحليل طيف كواور ووصف تكوين سطحه.
أُعلِن عن اكتشاف كواور رسميًا من قبل مركز الكواكب الصغيرة في منشور إلكتروني للمركز في 7 أكتوبر 2002. سُمي مؤقتًا 2002 إل إم 60، ما يشير إلى اكتشافه خلال النصف الأول من يونيو 2002. كان كواور هو الجرم رقم 1512 الذي اكتُشف في النصف الأول من شهر يونيو، كما يتضح من الأحرف والأرقام في تسميته المؤقتة. في نفس اليوم، أعلن تروخيو وبراون عن نتائجهما العلمية في الاجتماع السنوي الرابعة والثلاثين لقسم علوم الكواكب في الجمعية الفلكية الأمريكية في برمنغهام، ألاباما. أعلنوا أن كواور هو أكبر جرم عُثر عليه في حزام كايبر حتى الآن، متجاوزًا الرقم القياسي السابق لـ 20000 لفارونا و2002 إيه دبليو 197. ساهم اكتشاف كواور من قِبل براون في إعادة تصنيف بلوتو ككوكب قزم. منذ ذلك الحين، ساهم براون في اكتشاف أجرام وراء نبتونية أكبر من كواور، بما في ذلك هاوميا وإريس وماكيماكي وغونغون.

### مدار كواور وتصنيفه
يدور كواور حول الشمس على بعد 43.7 وحدة فلكية بالمتوسط (6.54 مليار كيلومتر؛ 4.06 مليار ميل)، ويحتاج إلى 288.8 سنة لإكمال دورة واحدة حول الشمس. يبلغ انحرافه المداري 0.04، ما يعني أنه يدور في مدار شبه دائري، ويختلف بعده عن الشمس قليلًا بين نقطة الحضيض (42 وحدة فلكية) ونقطة الأوج (45 وحدة فلكية). من على هذا البعض، يحتاج الضوء القادم من الشمس إلى أكثر من 5 ساعات للوصول إلى كواور. وصل كواور إلى نقطة الأوج في أواخر عام 1932 وهو يقترب حاليًا من الشمس بمعدل 0.035 وحدة فلكية كل عام، أو نحو 170 مترًا في الثانية (380 ميل في الساعة). سيصل كواور إلى نقطة الحضيض في فبراير 2075 تقريبًا.
نظرًا لكون مداره دائري تقريبًا، لا يقترب كواور من نبتون لدرجة تؤدي لاضطراب مداره بشكل كبير بفعل جاذبية نبتون. مسافة تقاطع المدار الدنيا لكواور ونبتون هي 12.3 وحدة فلكية فقط - لا يقترب كواور من نبتون ضمن هذه المسافة خلال دورانه، لأنه ليس في حالة رنين مداري متوسط الحركة مع نبتون. تظهر عمليات المحاكاة التي أجراها المسح البورجي العميق أن مسافة الحضيض والأوج لمدار كواور لن تتغير بشكل كبير خلال العشرة ملايين سنة القادمة؛ إذ يبدو أن مدار كواور مستقر على المدى الطويل.

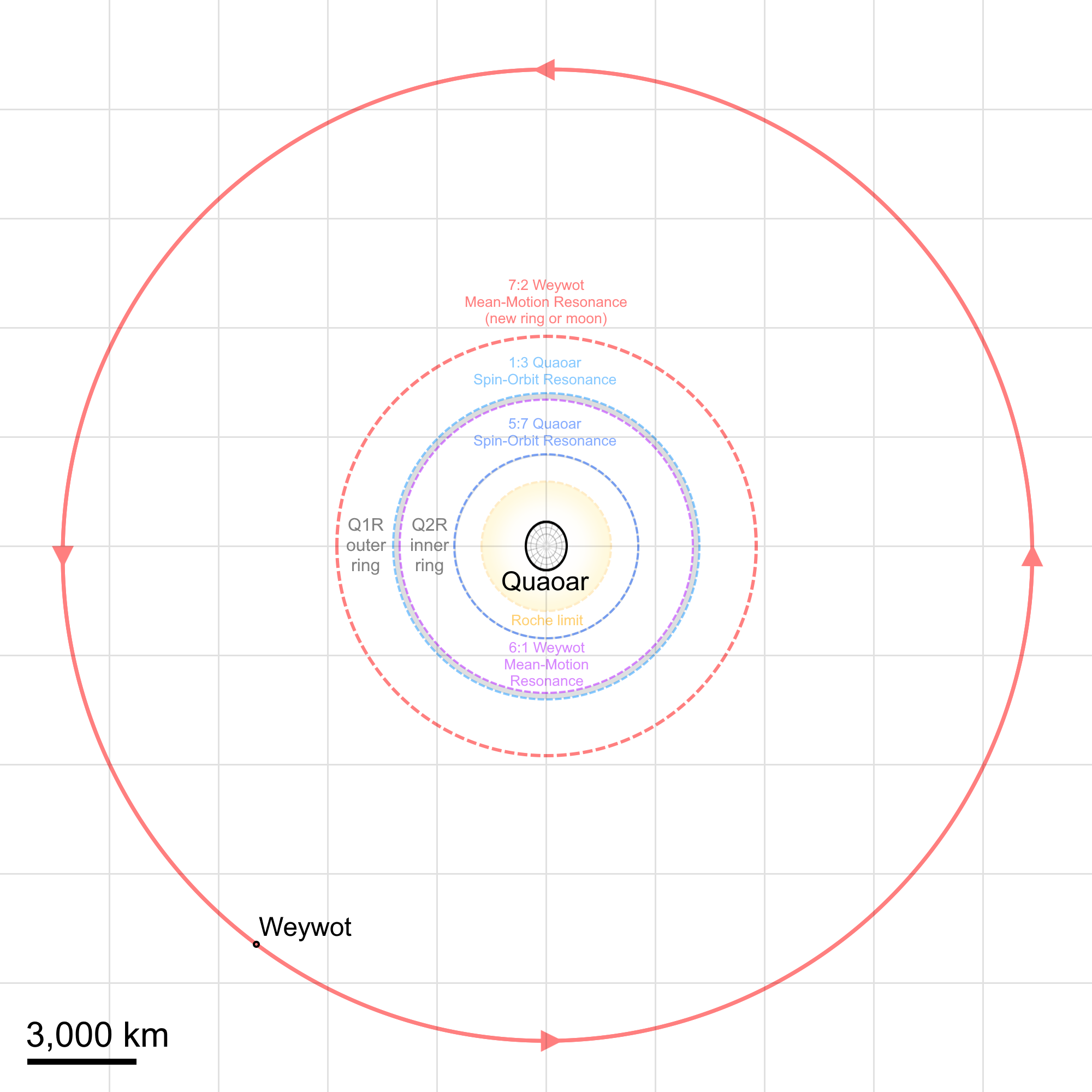
كواور و ويوات

يصنف كواور عمومًا على أنه جرم وراء نبتوني أو كوكب مصغر بعيد من قبل مركز الكواكب الصغيرة نظرًا لأنه يدور في النظام الشمسي الخارجي بعد مدار نبتون. نظرًا لأن كواور ليس في حالة رنين مداري متوسط الحركة مع نيبتون، فهو يصنف أيضًا كجرم كلاسيكي في حزام كايبر من قبل مركز الكواكب الصغيرة والمسح البورجي العميق. يميل مدار كواور بشكل معتدل بمقدار 8 درجات بالنسبة لمسار الشمس، وهو مرتفع نسبيًا عند مقارنته بأجرام حزام كايبر ضمن التجمعات الباردة ديناميكيًا. لأن الميل المداري لكواور أكبر من 4 درجات، فهو جزء من المجموعة الساخنة ديناميكيًا لأجرام حزام كايبر الكلاسيكية عالية الميل. يُعتقد أن الميل العالي لأجرام حزام كايبر الكلاسيكية الساخنة مثل كواور قد نتجت عن التشتت المداري بفعل جاذبية نبتون أثناء هجرته إلى الخارج في بداية تاريخ النظام الشمسي.

## وصلات خارجية
- بيانات مختبر الدفع النفاث لأجرام النظام الشمسي الصغيرة (50000 كواور)